# 第一代史坦霍普伯爵詹姆斯·史坦霍普
第一代史坦霍普伯爵詹姆斯·史坦霍普（James Stanhope, 1st Earl Stanhope，約1673年—1721年2月5日）是英國輝格黨政治人物，1717年至1718年間擔任第一財政大臣。
在從政以前史坦霍普在軍隊服役，參與了西班牙王位繼承戰爭當中的幾次戰役，包含巴塞隆納圍城戰（1705年），以及梅諾卡島戰役（1708年）。回到英國後史坦霍普加入輝格黨，1717年接替羅伯特·沃波爾成為第一財政大臣（First Lord of the Treasury）。1721年，史坦霍普因中風去世。他的長子是菲利普·史坦霍普（Philip Stanhope），第二代伯爵。